# Eduardo Fontcuberta Mendizabal
Eduardo Fontcuberta Mendizabal fue un político peruano. Fue miembro del Congreso del Perú, tanto como senador y como diputado, entre 1939 y 1962.
Fue elegido en las elecciones generales de 1939 como diputado por la provincia limeña de Huarochirí por la alianza Concentración Nacional que postuló a Manuel Prado Ugarteche a la presidencia de la república. En 1950 participó en las elecciones generales de Perú de 1950 resultando elegido senador por Moquegua. Posteriormente fue elegido como Senador por Madre de Dios en las elecciones generales de 1956 por la lista de Unificación Nacional que postulaba a Hernando de Lavalle. 